# سنت برنارد

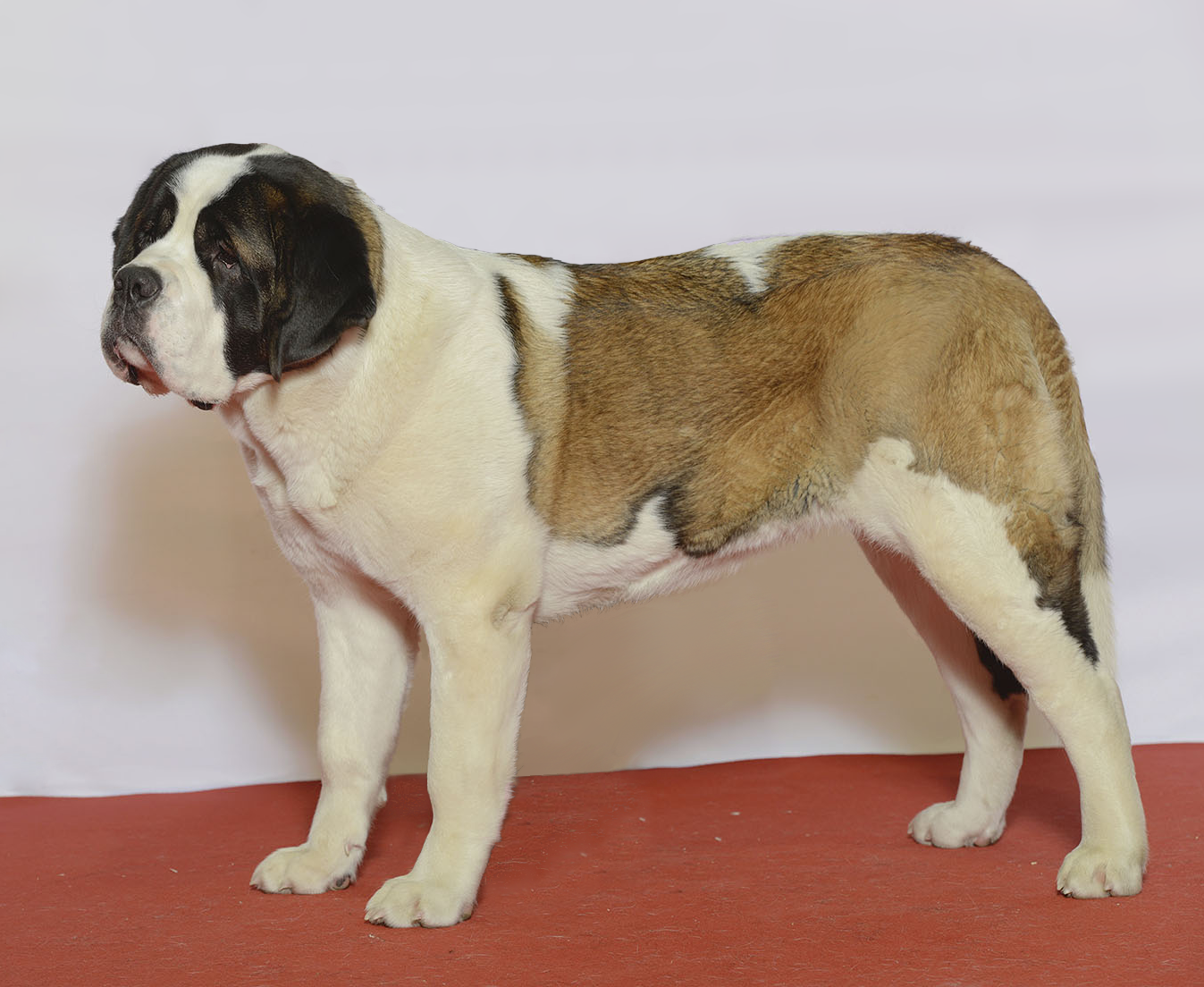
سنت برنارد

سِنت بِرنارد (به انگلیسی: St. Bernard) یک نژاد سگ از نوع نگهبان است که خاستگاه آن در آلپ غربی، کشورهای ایتالیا و سوئیس می‌باشد.

## توضیحات
سِنت بِرنارد سگی بزرگ جثه، قدرتمند، عضلانی به همراه سری بزرگ و قدرتمند است. هر چقدر ارتفاع حیوان بیشتر باشد ارزشمندتر است. پوشش خارجی در دو نوع زبر و سخت، صاف و نرم وجود دارد که هر دو نوع آن به رنگ سفید دارای لکه‌های قهوه‌ای، قرمز و سیاه است. معمولاً صورت و گوشها به رنگ سیاه هستند. موهای زبر و زمخت از طول بیشتری برخوردار است. پاهای بزرگ و پر مو دارد که امکان راه رفتن را بر روی برف و یخ برای او فراهم می‌آورد. حس بویایی قوی دارد و به نظر می‌آید که نسبت به وقوع حوادثی مانند بهمن و طوفان حس ششم دارد. این سگ در طول تاریخ جان انسان‌های زیادی را نجات داده‌است و یکی از بهترین سگها برای امداد است.

## خلق وخو
بسیار آرام و دوستانه می‌باشد. رفتار کودکان را به خوبی تحمل می‌کند و با آن‌ها کنار می‌آید. سِنت بِرنارد به آرامی راه می‌رود. بسیار باوفا است و علاقه دارد تا صاحبش را خشنود سازد به دلیل داشتن جثه غولپیکر باید او را از سنین پایین اجتماعی کرد. آموزشها را به خوبی فرا می‌گیرد و بهتر است تا زمانی که هنوز جثه آن قابل کنترل می‌باشد مطیع بودن را به او آموخت. معمولاً بعد از خوردن آب و غذا ریزش آب از دهان طبیعی می‌باشد. سِنت بِرنارد همچنین دیدبان خوبی است.

## وزن و ارتفاع
وزن در نرها: (۵۰–۹۱) ک. گ، در ماده‌ها: (۵۰–۹۱) ک. گ
ارتفاع در نرها: (۶۱–۷۰) س. م، در ماده‌ها: (۶۱–۷۰) س. م

## مشکلات سلامتی
غالباً سگ سلامتی است اما بیماریهای قلبی، مشکلات پوستی، مشکل کپل، برگشتگی پلک پایین به درون چشم و معده درد قابل ذکر می‌باشد. از آنجا که سِنت بِرنارد مشکل ورم معده دارد بهتر است در ازای یک وعده غذای بزرگ از دو یا سه وعده غذای کوچک بهره گرفت.

## شرایط نگهداری
برای نگهداری در آپارتمان مناسب می‌باشد به شرطی که در طول روز فعالیت بدنی کافی داشته باشد. اصولاً در داخل خانه آرام است و یک حیاط کوچک مکان مناسبی را برایش فراهم می‌کند. می‌تواند در خارج از خانه نگهداری شود اما توجه داشته باشید که سِنت بِرنارد نسبت به اب و هوای گرم، اتاق و ماشین گرم حساسیت دارد.
این حیوان به علت جثهٔ بزرگ باید در باغ‌های بزرگ باشد تا خوب رشد کند

## فعالیت بدنی
پیاده‌روی‌های طولانی پیشنهاد می‌شود. نباید توله‌ها را قبل از آنکه استخوان بندیشان به‌طور کامل شکل بگیرد به ورزش و فعالیت بدنی زیاد، وادار نمود. پیاده روزهای کوتاه و بازی‌های منظم تا سن دو سالگی کافی می‌باشد.

## طول عمر
حدود ۸–۱۰ سال.

## آراستن
هر دو نوع پوشش سِنت بِرنارد برای آراستن آسان می‌باشد. برس کشیدن و شانه زدن منظم و استحمام در مواقع ضروری پیشنهاد می‌شود. بهتر است به جای شامپو از صابون ملایم استفاده شود. چشمها باید مرتباً تمیز شود تا از عفونت آن جلوگیری شود. این نژاد دو بار در سال ریزش موی فصلی دارد.

## تاریخچه
سِنت بِرنارد یک نژاد باستانی می‌باشد. اجداد او را احتمالاً ماستیف و ماستیف تبت تشکیل می‌دهند که ۱۰۰۰ سال پیش توسط رومی‌ها به آلپ برده شدند. نقش سِنت بِرنارد به عنوان ناجی کوهستان از اواسط قرن ۱۷ آغاز گردید و تا به امروز بیش از ۲۰۰۰ نفر توسط این سگ از مرگ حتمی نجات یافته‌اند. عملیات نجات سِنت بِرنارد این گونه است که ابتدا برف‌ها را کنار زده و مصدوم را پیدا می‌کند سپس صورت او را می‌لیسد و در کنارش می‌خوابد تا گرم شود و در این مدت سگ دیگر جهت آوردن تیم نجات می‌رود. حس بویایی فوق‌العاده دارد و می‌تواند فرد مصدوم را تا مترها زیر برف ردیابی کند.